# União das Freguesias de Carreira e Fonte Coberta
União das Freguesias de Carreira e Fonte Coberta, kurz Carreira e Fonte Coberta, ist eine Gemeinde (Freguesia) im Kreis Barcelos im Norden Portugals.
In der Gemeinde leben 2.033 Einwohner auf einer Fläche von 5,29 km² (Stand nach Zahlen von 2011).
Die Gemeinde entstand im Zuge der Gebietsreform in Portugal am 29. September 2013 durch Zusammenlegung der beiden bisherigen Gemeinden Carreira und Fonte Coberta. Carreira wurde Sitz der Gemeinde.